# Wadi, Karnataka
Wadi là một thị trấn thống kê (census town) của quận Gulbarga thuộc bang Karnataka, Ấn Độ.

## Địa lý
Wadi có vị trí 17°04′B 76°59′Đ / 17,07°B 76,98°Đ Nó có độ cao trung bình là 411 mét (1348 feet).

## Nhân khẩu
Theo điều tra dân số năm 2001 của Ấn Độ, Wadi có dân số 30.038 người. Phái nam chiếm 51% tổng số dân và phái nữ chiếm 49%. Wadi có tỷ lệ 54% biết đọc biết viết, thấp hơn tỷ lệ trung bình toàn quốc là 59,5%: tỷ lệ cho phái nam là 63%, và tỷ lệ cho phái nữ là 45%. Tại Wadi, 14% dân số nhỏ hơn 6 tuổi.